# هاملن
هاملن (بالألمانية: Hamelin) هي بلدة ألمانية تقع في ألمانيا في سكسونيا السفلى. يقدر عدد سكانها بـ 68,696 نسمة .

## المدن التوأمة
مدن كفيدلينبورغ، Torbay، سان-مور-دي فوسي و Kalwaria Zebrzydowska هي مدن توأمة لـهاملن.

## معرض صور

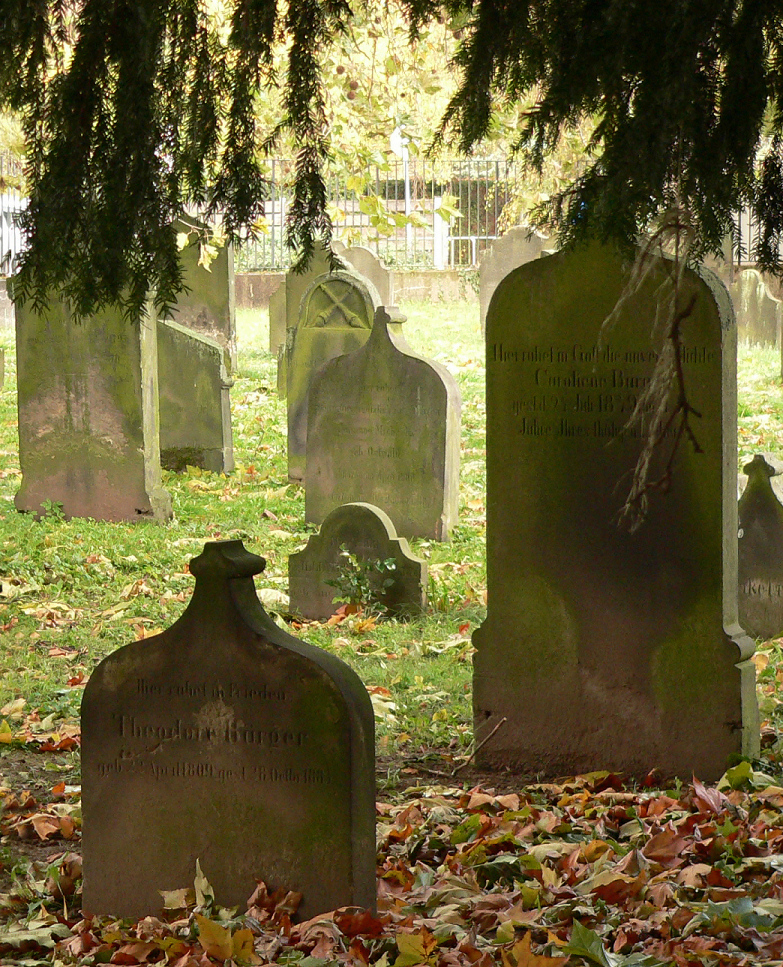
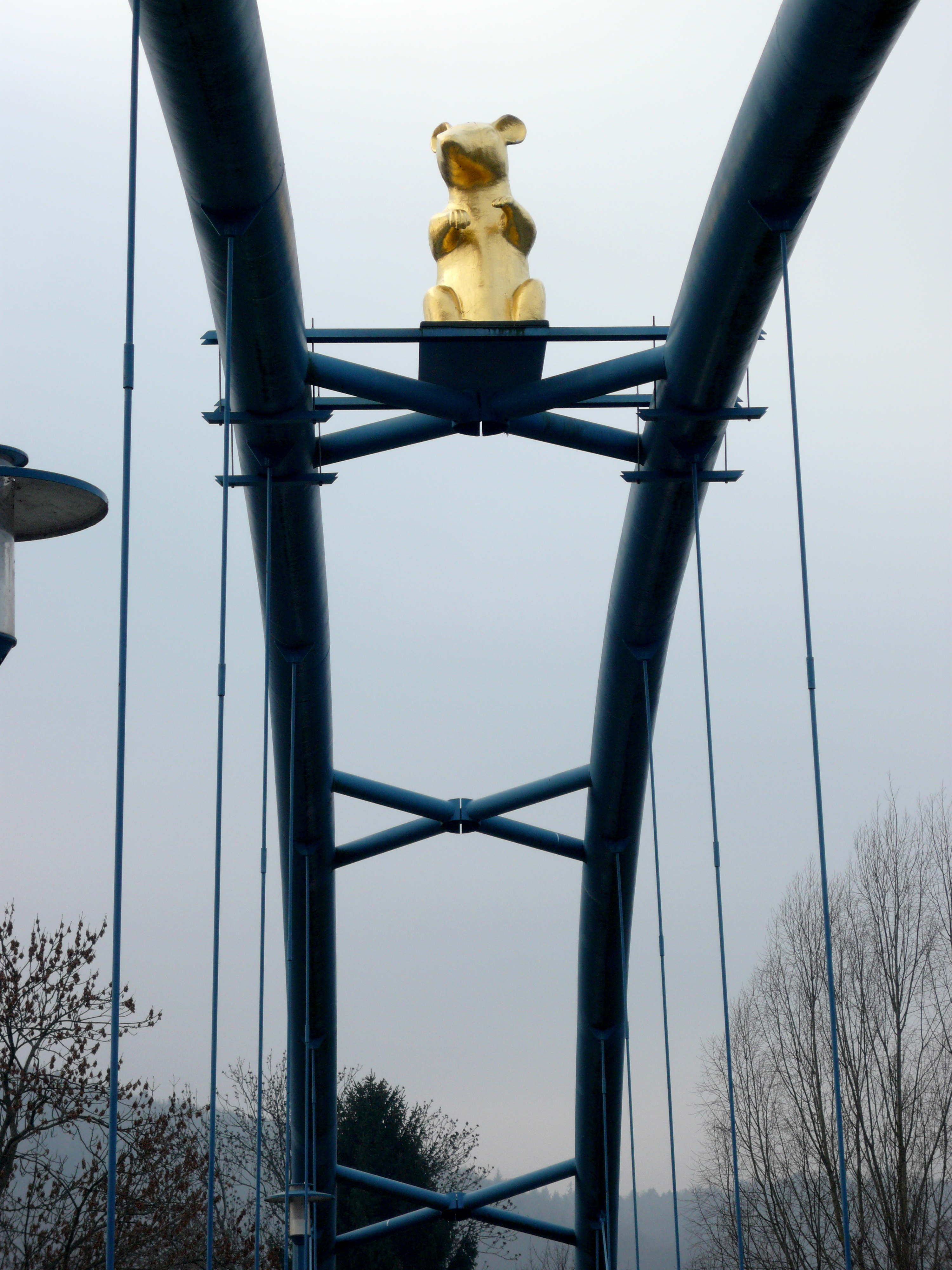
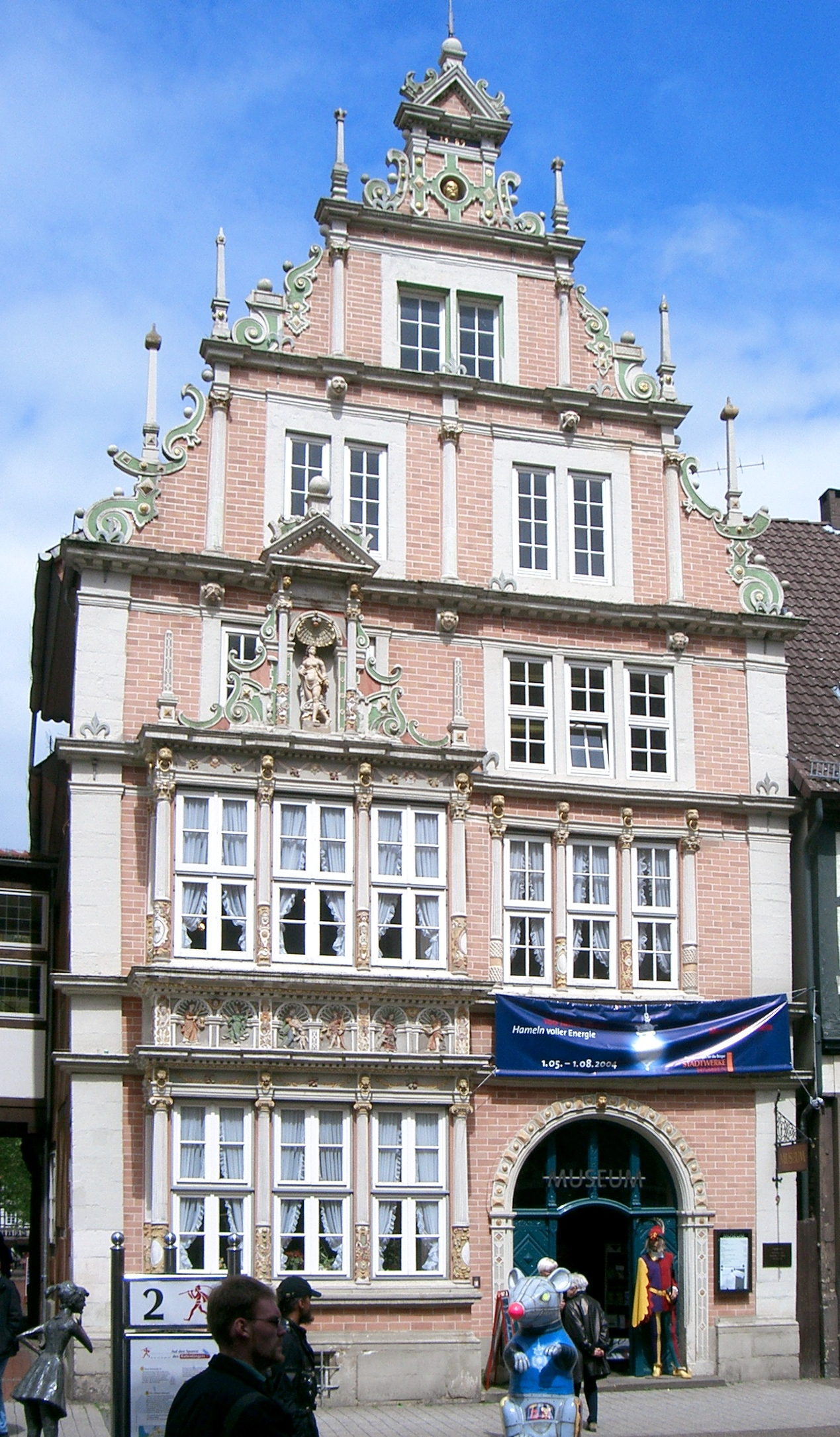
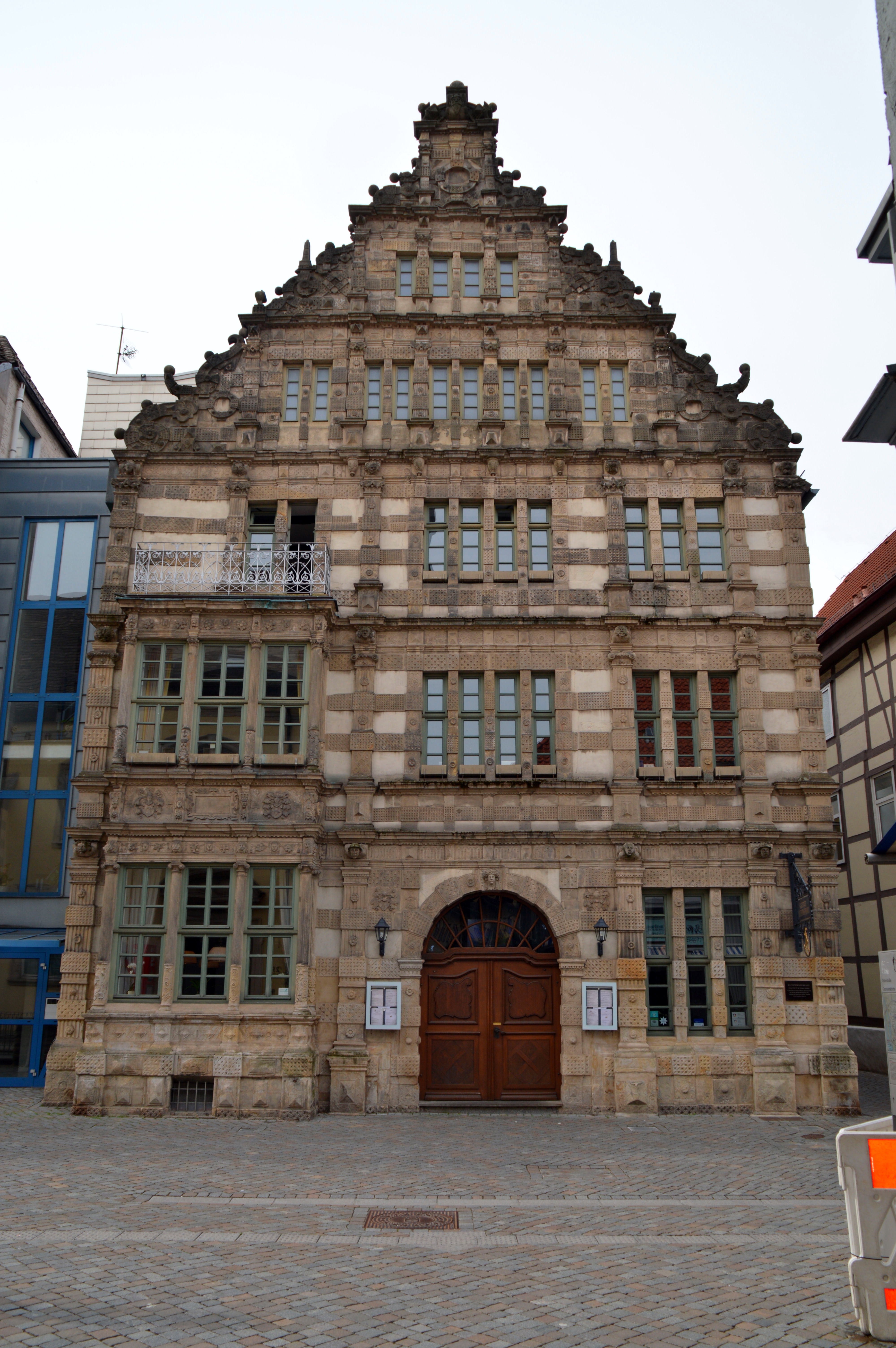

## أعلام
- يوخن لينك
- ماكس ريختر
- جوسيف كرامر
- كارل فيليب موريتس
- فريدريك سيرتونر
- إيرما غريس
- جوانا بورمان
- إيفلين ليندنر
- فيليستاس هوب
- فريتز كلاين